# Ставський Віталій Миколайович
Вітал́ій Микола́йович Ста́вський (3 вересня 1991 — 31 серпня 2014) — молодший сержант Збройних сил України. Учасник війни на сході України.

## Життєпис
Віталій Ставський народився 1991 року в місті Костопіль (Рівненська область). Закінчив Костопільську ЗОШ № 6 І—ІІІ ступенів. Вихованець Костопільського обласного ліцею-інтернату спортивного профілю. Чемпіон України 2007 року, майстер спорту з греко-римської боротьби.
У 2008 р. вступив до Олеського професійного ліцею, здобув фах слюсаря, водія.
З жовтня 2011-го проходив службу за контрактом, львівська військова частина.
Командир відділення, 80-та окрема десантно-штурмова бригада.
Загинув 31 серпня 2014 р. під час оборони аеропорту Луганська.
Похований у місті Костопіль 7 вересня 2014-го.
Без сина лишилась мама.

## Нагороди та вшанування
- орден «За мужність» III ступеня (23.5.2015, посмертно)
- почесний громадянин Тернопільської області (21 грудня 2022, посмертно)[1].
- нагрудний знак «За оборону Луганського аеропорту» (посмертно)
- в Костопільському ліцеї-інтернаті відкрито і освячено пам'ятну дошку Віталію Ставському.
- 23 серпня 2015-го в Костополі відкрито Меморіал Героям України, де викарбувано імена героїв Небесної Сотні та загиблих земляків під час війни на сході країни: Віталія Ставського, Руслана Салівончика, Сергія Головчака та Романа Пиясюка.
- Його портрет розміщений на меморіалі «Стіна пам'яті полеглих за Україну» в Києві: секція 4, ряд 5, місце 13